# Kecskedarázs
A kecskedarázs (Vespula vulgaris) a rovarok (Insecta) osztályának hártyásszárnyúak (Hymenoptera) rendjébe, ezen belül a fullánkosdarázs-alkatúak (Apocrita) alrendjébe és a redősszárnyú darazsak (Vespidae) családjába tartozó faj.
A Magyar Természettudományi Múzeum Hártyásszárnyúak gyűjteményében az első darázs egy kecskedarázs volt, mely 1851. augusztus 15-én lett a múzeum tulajdona Fabó András agárdi evangélikus lelkész ajándékaként.

## Előfordulása
A kecskedarázs egész Európában, valamint Ázsiában megél, a Brit-szigetektől kezdve egészen Kínáig fordul elő. A mérsékelt övi területeken található meg.

## Megjelenése
A királynő hossza 20 milliméter, míg a here és a dolgozó 18 milliméter. A dolgozók, a here és a királynő egyaránt fekete-sárga. A nőstények potroha nagyobb. A két pár hártyás szárny gyors repülést tesz lehetővé. A három pár ízelt láb végén karmok vannak, amelyek segítik a kapaszkodásban. Fullánkján nincs horog, így többször bevethető. Két vese alakú, összetett szeme jó látást biztosít. A királynő erős állkapcsát használja, hogy fákból rostokat tépjen ki a fészeképítéshez.

## Életmódja
A kecskedarázs a valódi társas rovarok – ilyen a darázs- és méhfajok egy része, illetve valamennyi hangya és termesz – közé tartozik. Társadalmi szerveződésük a rovarállam (azaz családközösség), amit általában egyetlen ivaros nőstény és utódai alakítanak ki.
Fénykedvelő, a nyílt növénytársulásokat kedveli. Lárváit a zsákmányolt feldarabolt rovarokkal (például hernyó, légy, fátyolka stb.) táplálja, míg maga az imágó édes nedveket, rovarok, gyümölcsök és döghús levét, nektárt, mézharmatot fogyaszt.
Egynemzedékes. A királynő 10 hónapig, a herék és a dolgozók 4 hétig élnek. Csak a királynő vészeli át a telet.

## Szaporodása
A párzási időszak ősszel van. 
Ezután a leendő királynő téli rejtekhelyére vonul. Tavasszal fészkeléshez alkalmas védett hely után néz (a német darázshoz hasonlóan gyakran házak környékén), mely előkészítése után hozzálát az építéshez. A több sorban egymás alatt sorakozó lépeket kívülről papír védőburok veszi körül és gyakran focilabdányi méretű is lehet. Általában a föld alá épít.
Nyár derekán a királynő naponta 300 petét rak a fészekbe. A papírszerű fészek sejtek rendszeréből áll. A petéből való kikeléshez 4–6 nap kell. A kifejlett rovarok a bebábozódás után 2–3 héttel kelnek ki.

## Képek

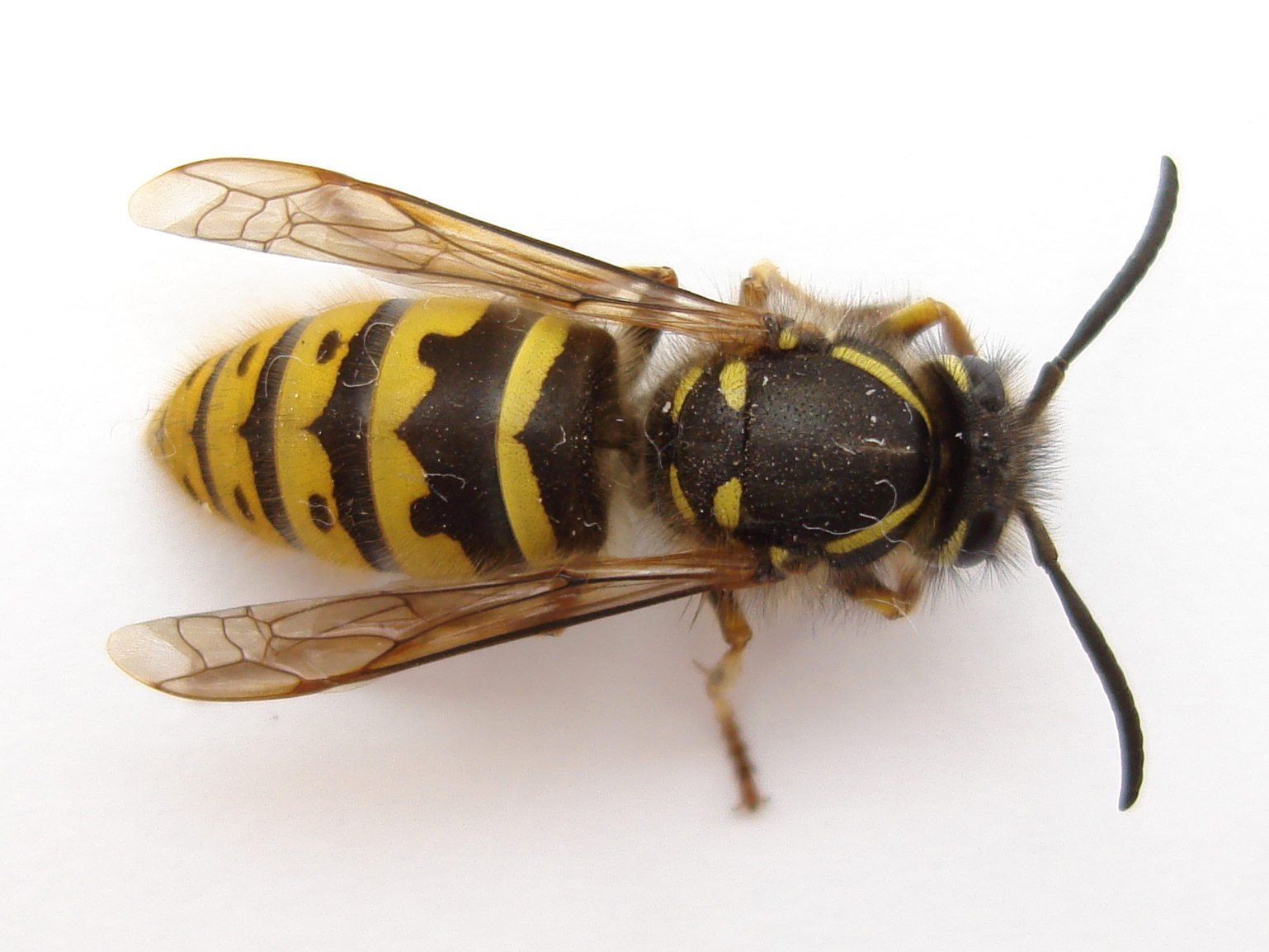
az első hátlemez vízszintes részén széles, nagy, hátrafelé mutató, háromszög alakú fekete mintázat van
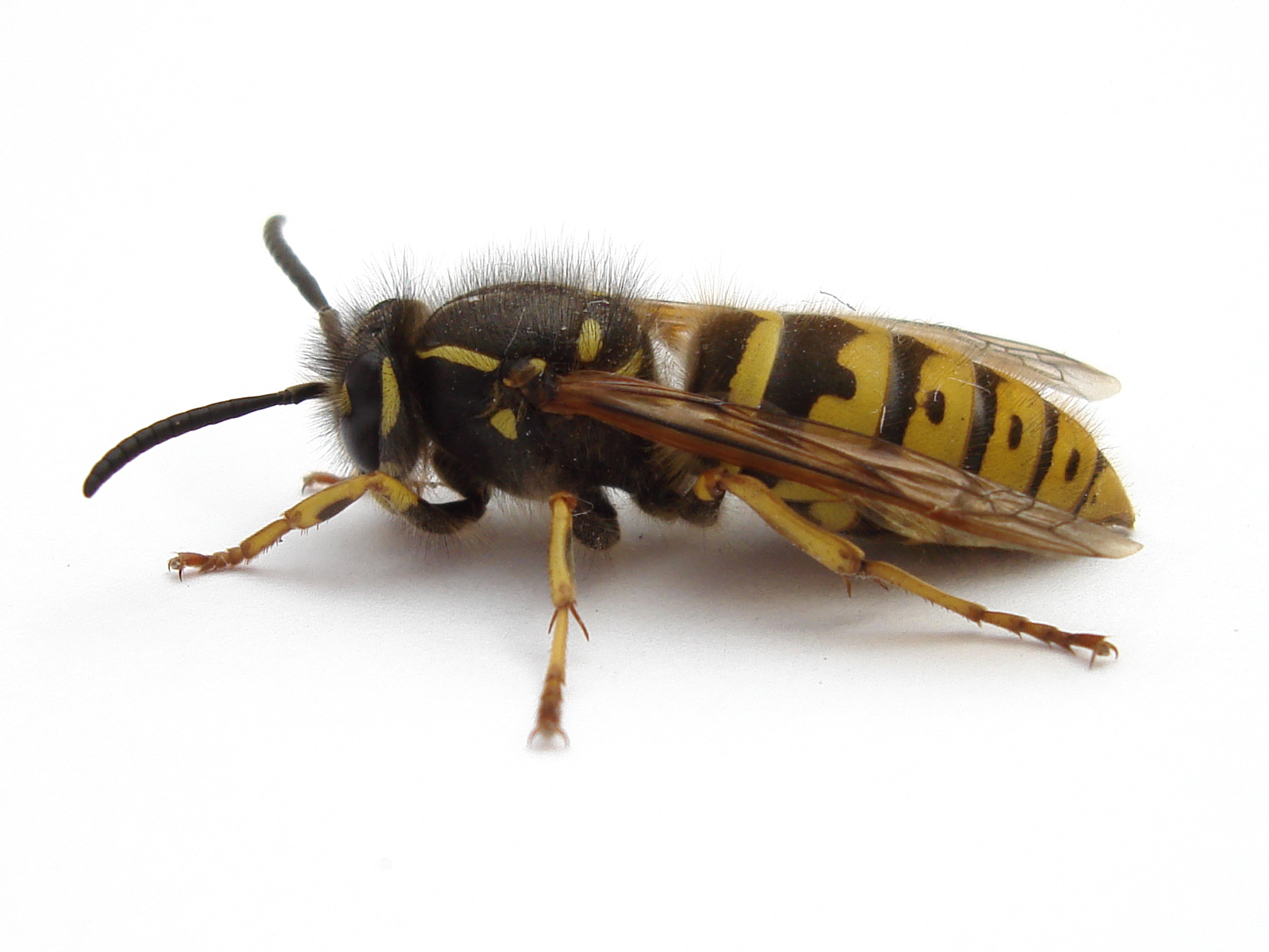
a potroh eleje, vagyis az első hátlemez hirtelen lecsapottan, meredeken csatlakozik a "torhoz"
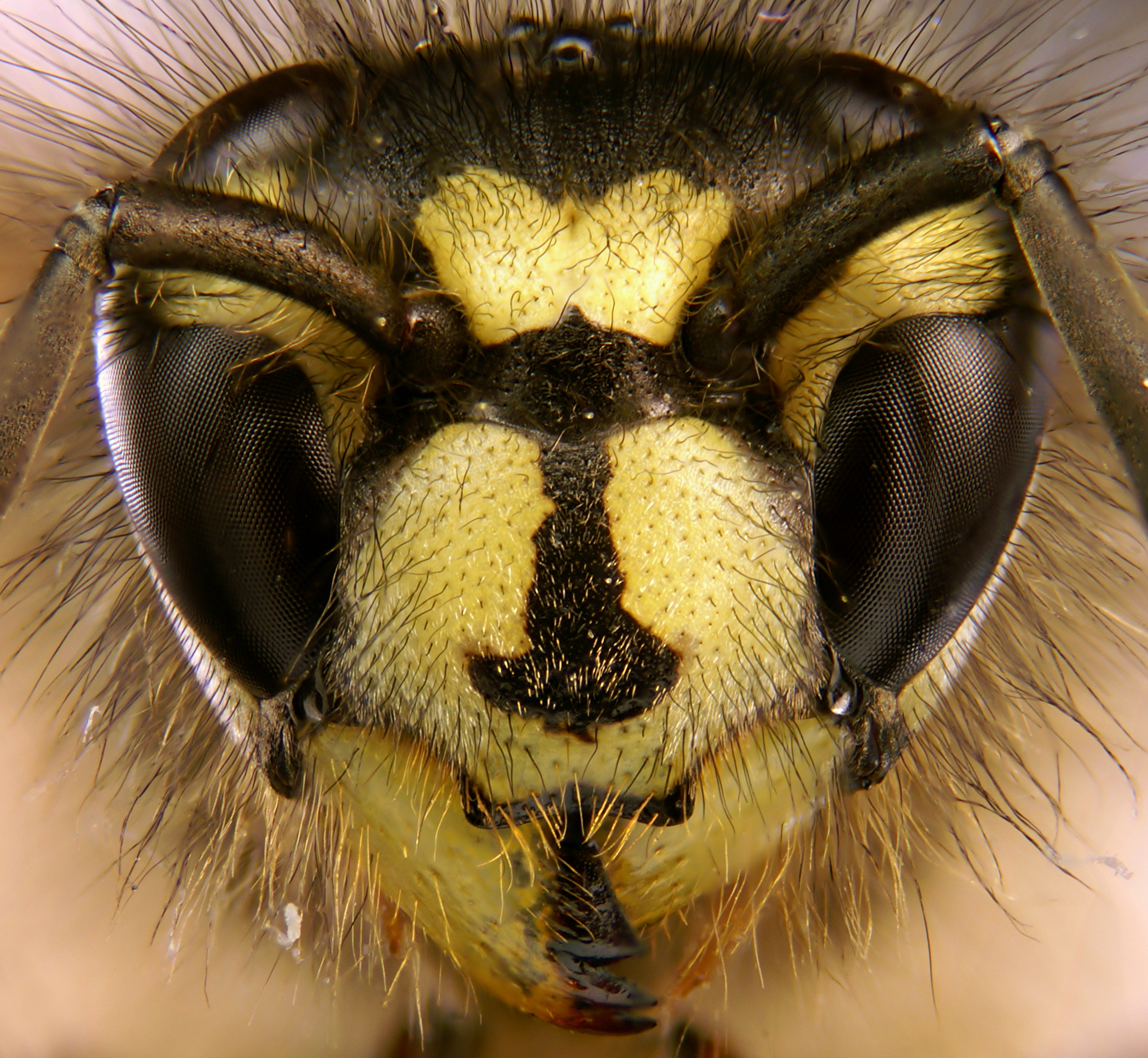
a fejpajzson sárga alapon egyetlen hosszanti, lefelé szélesedő fekete folt látható (a német darázsra jellemző három petty helyett)
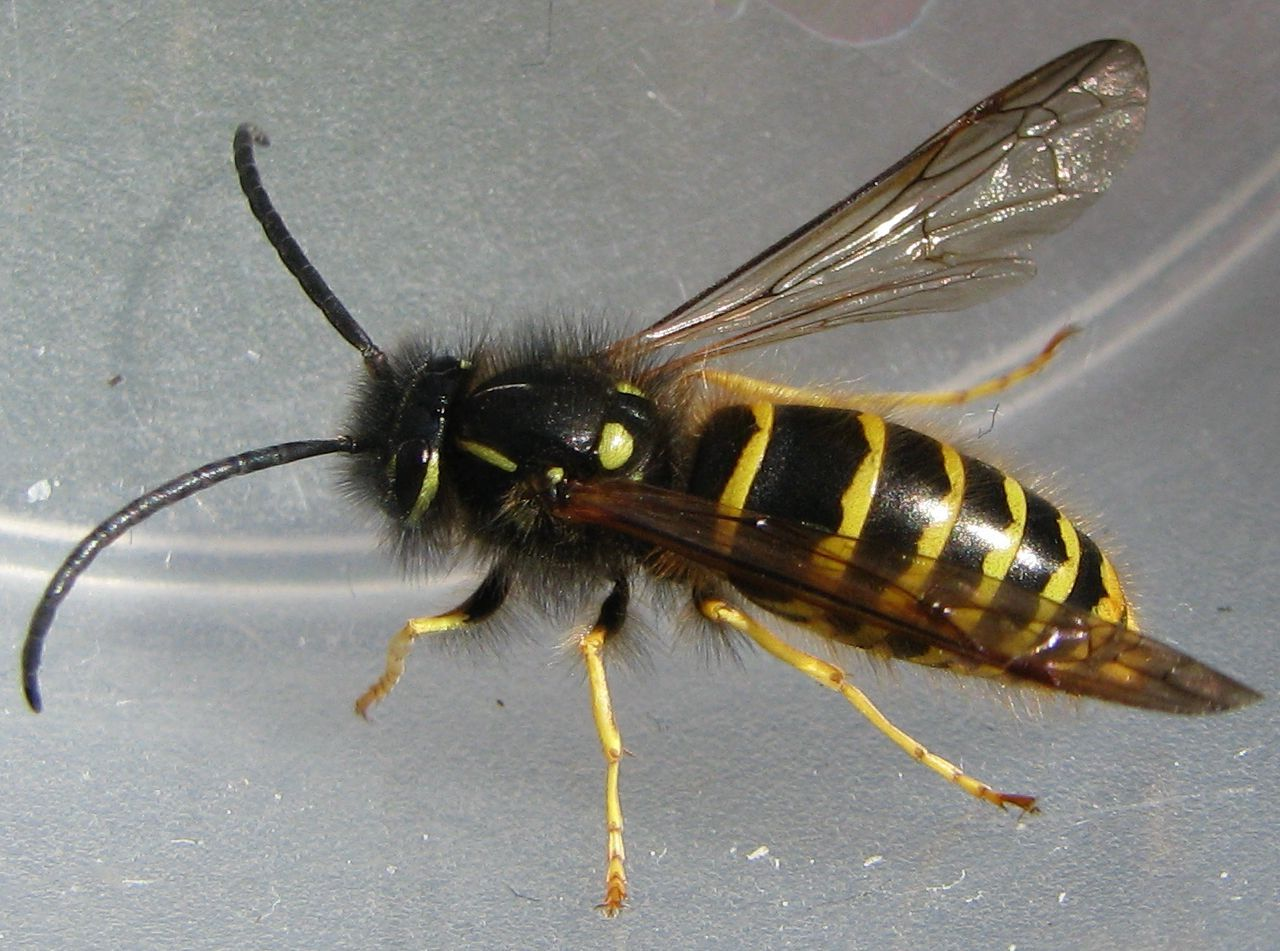
hím (♂)
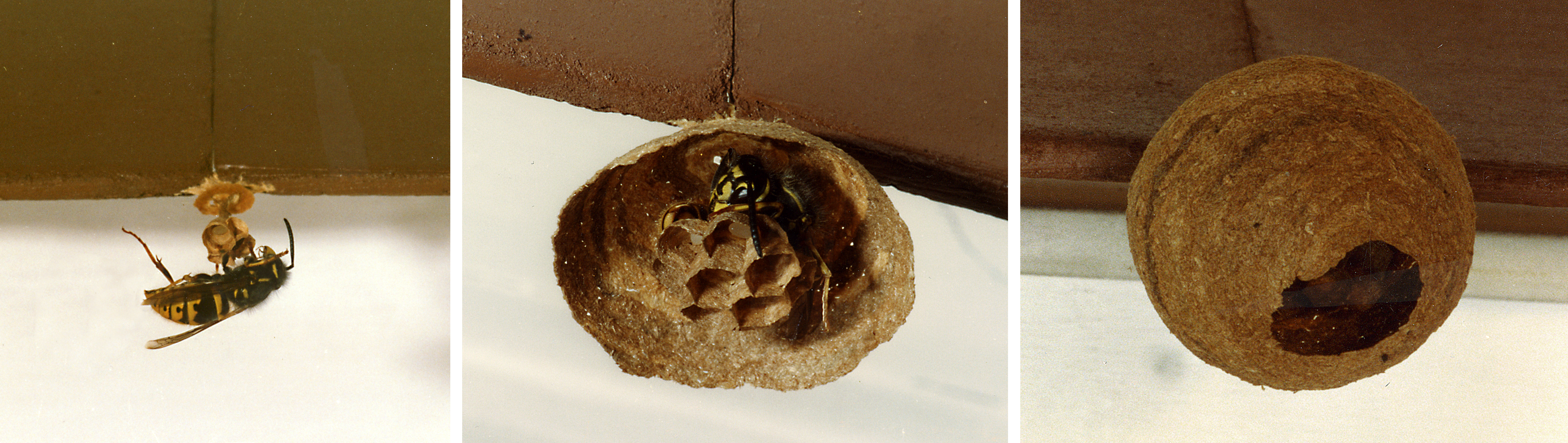
királynő fészeképítés közben
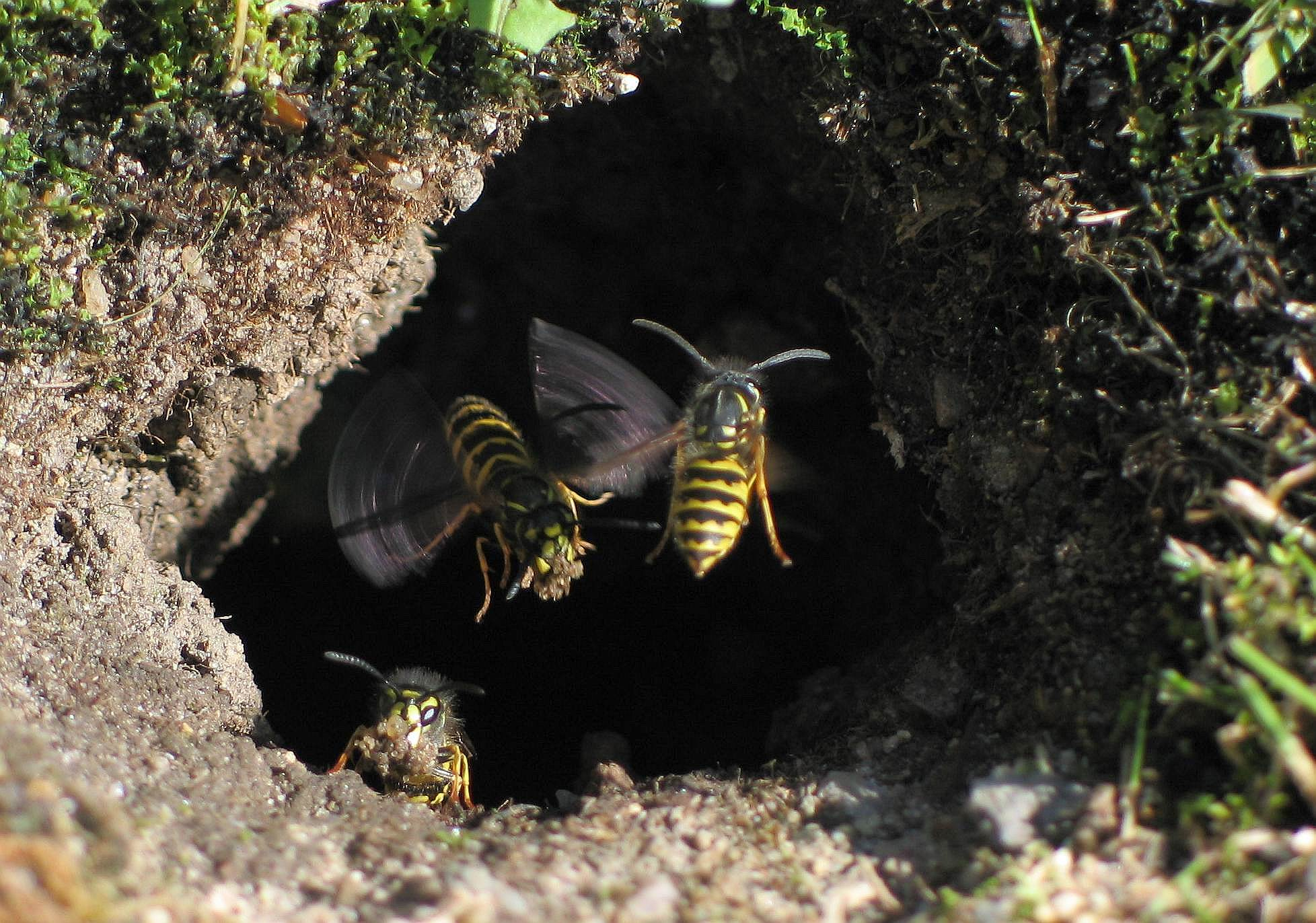
földalatti fészek bejárata
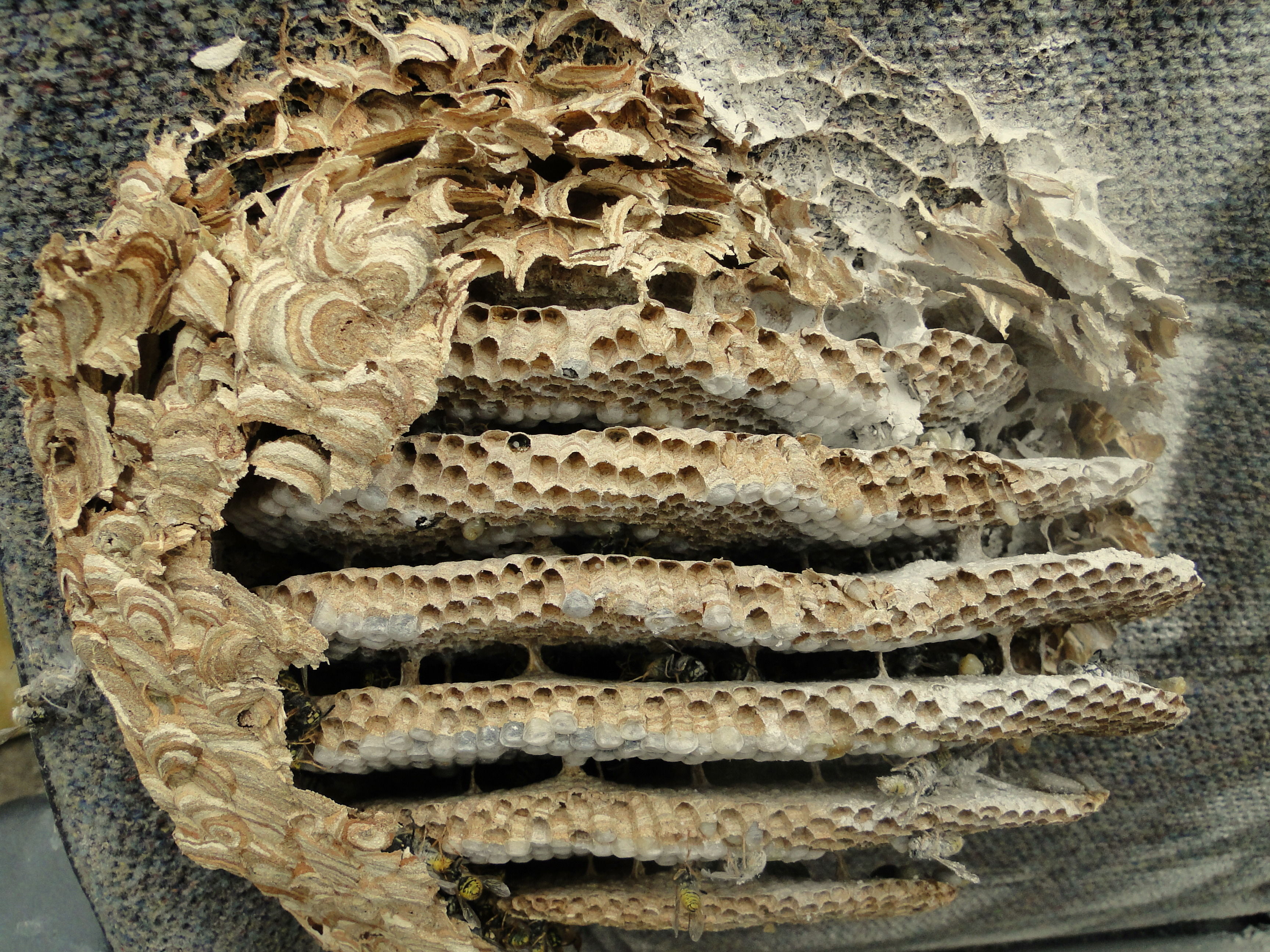
a többlépes fészek, ami egy mozgássérült elektromos kocsi ülése alá épült, ezért fehér porral ártalmatlanították a felnőtt darazsakat, a külső burok egy részét eltávolították